# Kiriłł Klec
Kiriłł Klec (ros. Кирилл Клец; ur. 15 marca 1998 w Krasnodarze) – rosyjski siatkarz, grający na pozycji atakującego.

## Sukcesy klubowe
Liga bułgarska:
- 2018

Liga niemiecka:
- 2019

Superpuchar Rosji:
- 2023, 2024

Puchar Rosji:
- 2023

Liga rosyjska:
- 2024, 2025

## Sukcesy reprezentacyjne
Mistrzostwa Świata Juniorów:
- 2017

Mistrzostwa Świata U-23:
- 2017

Letnia Uniwersjada:
- 2019